# Planorbulina
Planorbulina es un género de foraminífero bentónico de la subfamilia Planorbulininae, de la familia Planorbulinidae, de la superfamilia Planorbulinoidea, del suborden Rotaliina y del orden Rotaliida. Su especie tipo es Planorbulina mediterranensis. Su rango cronoestratigráfico abarca desde el Eoceno hasta la Actualidad.

## Clasificación
Se han descrito numerosas especies de Planorbulina. Entre las especies más interesantes o más conocidas destacan:
- Planorbulina macphersoni
- Planorbulina mediterranensis

Un listado completo de las especies descritas en el género Planorbulina puede verse en el siguiente anexo.
En Planorbulina se han considerado los siguientes subgéneros:
- Planorbulina (Discorbina), aceptado como género Discorbina
- Planorbulina (Planorbulinella), aceptado como género Planorbulinella
- Planorbulina (Truncatulina), aceptado como género Truncatulina